# Кампањоло (Л'Аквила)
Кампањоло (итал. Campagnolo) је насеље у Италији у округу Л'Аквила, региону Абруцо.
Према процени из 2011. у насељу је живело 33 становника. Насеље се налази на надморској висини од 1411 м.